# Liste der Mitglieder der Deutschen Akademie der Naturforscher Leopoldina/1907
Die Liste der Mitglieder der Deutschen Akademie der Naturforscher Leopoldina für 1907 enthält alle Personen, die im Jahr 1907 zum Mitglied ernannt wurden. Insgesamt gab es 22 neu gewählte Mitglieder.

## Neu gewählte Mitglieder
| Nr.  | Name                                 | Geboren       | Aufnahme | Gestorben     | Fachsektion                                               | Bild                                 |
| ---- | ------------------------------------ | ------------- | -------- | ------------- | --------------------------------------------------------- | ------------------------------------ |
| 3231 | Alfred Fischel                       | 26. Sep. 1868 | 18. Feb. | 12. Jan. 1938 | Zoologie und Anatomie                                     |                                      |
| 3232 | Alfred Philippson                    | 1. Jan. 1864  | 20. Feb. | 28. März 1953 | Anthropologie, Ethnologie und Geographie                  |                                      |
| 3233 | Michael Von Lenhossék                | 28. Aug. 1863 | 25. Feb. | 26. Jan. 1937 | Zoologie und Anatomie                                     | Michael von Lenhossék                |
| 3234 | Richard Michael                      | 25. Jan. 1869 | 26. Feb. | 30. Okt. 1928 | Mineralogie und Geologie                                  |                                      |
| 3235 | Alfred Friedrich Amandus Denker      | 19. Apr. 1863 | 11. Mrz. | 21. Okt. 1941 | Wissenschaftliche Medizin                                 |                                      |
| 3236 | Ernst Wilhelm Theodor Gaupp          | 13. Juli 1865 | 14. Mrz. | 23. Nov. 1916 | Zoologie und Anatomie                                     | Ernst Wilhelm Theodor Gaupp          |
| 3237 | Karl Friedrich Mack                  | 29. Aug. 1857 | 30. Mrz. | 27. Jan. 1934 | Physik und Meteorologie                                   |                                      |
| 3238 | Karl Adolf Windisch                  | 1868          | 6. Apr.  | 1927          | Chemie                                                    |                                      |
| 3239 | Arthur Korn                          | 20. Mai 1870  | 3. Jun.  | 21. Dez. 1945 | Physik und Meteorologie                                   |                                      |
| 3240 | Otto Fischer                         | 26. Apr. 1861 | 4. Jun.  | 22. Dez. 1916 | Physik und Meteorologie Zoologie und Anatomie Physiologie |                                      |
| 3241 | Hendrik Coenraad Prinsen Geerligs    | 24. Nov. 1864 | 5. Jun.  | 31. Juli 1953 | Chemie                                                    |                                      |
| 3242 | Jacob Kobus                          |               | 6. Jun.  |               | Chemie                                                    |                                      |
| 3243 | Franz Joseph Matthias Richarz        | 15. Okt. 1860 | 10. Jun. | 10. Juni 1920 | Physik und Meteorologie                                   |                                      |
| 3244 | Carl Mez                             | 26. März 1866 | 11. Jul. | 8. Jan. 1944  | Botanik                                                   |                                      |
| 3245 | Johann Friedrich Otto Siegfried Veit | 17. Juni 1852 | 3. Okt.  | 2. Juni 1917  | Wissenschaftliche Medizin                                 | Johann Friedrich Otto Siegfried Veit |
| 3246 | Ferdinand Birkner                    | 28. Dez. 1868 | 14. Okt. | 29. Dez. 1944 | Anthropologie, Ethnologie und Geographie                  |                                      |
| 3247 | Felix von Szontagh                   | 18. Dez. 1859 | 30. Okt. | 6. Nov. 1929  | Wissenschaftliche Medizin                                 |                                      |
| 3248 | Fritz Noll                           | 27. Aug. 1858 | 22. Nov. | 20. Juni 1908 | Botanik                                                   |                                      |
| 3249 | Franz Lafar                          | 15. Sep. 1865 | 4. Dez.  | 24. Dez. 1938 | Botanik                                                   |                                      |
| 3250 | Richard Josef Carl Maria Wallaschek  | 16. Nov. 1860 | 9. Dez.  | 24. Apr. 1917 | Physiologie Anthropologie, Ethnologie und Geographie      |                                      |
| 3251 | Hermann August Theodor Harms         | 16. Juli 1870 | 11. Dez. | 27. Nov. 1924 | Botanik                                                   |                                      |
| 3252 | Carlo Pietro Stefano Sommier         | 1848          | 24. Dez. | 1922          | Botanik                                                   |                                      |